# Youssou N'Dour
Youssou N'Dour (pron. francese: [jusu (ɛ)nduʁ]; in wolof Yuusu Nduur, [juːsu ⁿd̺uːɾ]; Dakar, 1º ottobre 1959) è un cantante e politico senegalese.
Dall'aprile del 2012 è ministro consigliere di Macky Sall.
Ha contribuito a lanciare un genere di musica popolare senegalese, noto come mbalax, a livello internazionale, aggiungendo strumenti moderni come la chitarra a strumenti tradizionali come il sabar.

## Biografia
Nel 1975, appena sedicenne, entrò nell'orchestra Star Band di Ibra Kasse, iniziando così una lunga esperienza tra le band di Dakar. A 21 anni Youssou, con il musicista El Hadj Faye, crea il suo primo gruppo, gli Etoile de Dakar, dove nasce e cresce lo mbalax, vale a dire l'ultima evoluzione della musica senegalese. In questo periodo la sua prima hit è la canzone Xaalis.
Il 16 ottobre 2000, Youssou N'Dour è stato nominato Ambasciatore di buona volontà dell'Organizzazione per l'Alimentazione e l'Agricoltura (FAO) delle Nazioni Unite.

### Super Etoile de Dakar
Nel 1981 i due musicisti si separano e Youssou dà vita al gruppo Super Etoile de Dakar. Con le canzoni Waalo Waalo, Ndakaaru e Independence getta le basi per il suo successo: la sua voce, la sua autorità all'interno del gruppo ed il suo carisma crescente lo portano ad essere il nuovo ambasciatore della musica senegalese. I primi album, usciti solo su musicassetta, sono prodotti dall'etichetta Editions Madingo. Youssou raffina la sua immagine di un buon musulmano, non beve, non fuma e, da figlio esemplare, continua a vivere a Medina, il quartiere di Dakar dove è nato e cresciuto. Dopo qualche iniziale difficoltà nel 1984 inizia, partendo da Parigi, il suo primo tour in Europa, passando per Germania, Svezia, Finlandia, Norvegia e Svizzera. In Francia contatta l'etichetta discografica Celluloid, con cui inizia a collaborare. Tornati in patria, i Super Etoile iniziano un tour africano che li porta dalla Mauritania alla Costa d'Avorio.
Nel 1988 Youssou partecipa assieme a Bruce Springsteen, Peter Gabriel, Sting e Tracy Chapman allo Human Rights Now!, una serie di concerti tenuti in nome di Amnesty International. Nel 1989 esce il suo primo album internazionale, The Lion (Gaïnde, in wolof), prodotto e distribuito dalla Virgin. La canzone Shaking the Tree è prodotta in duo con Peter Gabriel. Nell'ottobre 1990, in concomitanza con il suo nuovo tour europeo, esce Set, ancora prodotto dalla Virgin (a dicembre 1989 lo stesso album era stato distribuito in Senegal solo su musicassetta). Nello stesso anno, collabora con Claudio Baglioni nel brano Le mani e l'anima dell'album Oltre.

### Il successo
Il celebre duetto con Neneh Cherry, con la quale cantò 7 Seconds, 1.500.000 di copie vendute, fu un successo in tutto il mondo e trascinò, nel 1994, il nuovo album The Guide (Wommat) al vertice delle classifiche europee, portando così la star senegalese a conquistare i mercati al di fuori dell'Africa. L'album contiene anche due canzoni di Bob Dylan, Chimes of Freedom e Undecided.

Nel 1996 duetta con il cantautore italiano Massimo Di Cataldo nel brano Anime (Rou).

### Anni 2000
Nel 2000 Herbie Hancock durante un suo concerto alla Royal Festival Hall di Londra volle con sé la cantante italiana Giorgia Todrani con cui Youssou N'Dour duettò.
Nel 2006 ha recitato nel film inglese Amazing Grace al fianco di Ioan Gruffudd.
Nel 2008 ha riarrangiato in collaborazione con Patti Smith, Francesco Renga, Irene Grandi e Simphiwe Dana il brano Birima, inciso nel 2000, in favore dell'omonimo progetto di microcredito.
Nel 2009 è protagonista al 59º Festival di Sanremo in un trio formato assieme a Pupo e Paolo Belli con il brano L'opportunità, una canzone-messaggio contro la discriminazione razziale e a favore di una maggiore integrazione. Pupo, in un'intervista ai telegiornali, ribaltando il luogo comune ha dichiarato che «Youssou ha dimostrato di non essere un razzista perché ha cantato con noi».

### Anni 2020
Nell'ottobre 2020, Youssou N'Dour si è unito alla prestigiosa Accademia reale svedese, secondo l'istituzione.

## Discografia
- 1984 - Bitim Rew
- 1986 - Nelson Mandela
- 1988 - Immigrés (cd singolo)
- 1989 - The Lion
- 1990 - Set
- 1992 - Eyes Open
- 1994 - The Guide (Wommat)
- 1996 - Anime (Rou) con Massimo Di Cataldo
- 1996 - Djamil
- 1997 - Inedits 84-85
- 1999 - Special Fin D'annee Plus
- 2000 - Lii
- 2000 - Joko: from Village to Town
- 2000 - Rewmi
- 2000 - Le Grand Bal
- 2000 - St. Louis
- 2001 - Le Grand Bal a Bercy
- 2002 - Ba Tay
- 2002 - Nothing's in Vain
- 2002 - Youssou N'Dour and His Friends
- 2004 - Kirikou
- 2004 - Egypt
- 2007 - Rokku Mi Rokka (Give and Take)
- 2009 - L'opportunità con Pupo e Paolo Belli
- 2010 - Dakar – Kingston
- 2011 - Mbalakh Dafay Wakh
- 2014 - Fatteliku
- 2016 - #Senegaal Rek
- 2016 - Africa Rekk
- 2017 - Seeni Valeurs
- 2018 - Respect
- 2019 - History

### Compilation
- 1995 - The Best of Youssou N'Dour
- 1997 - Immigrés/Bitim Rew
- 1998 - Best of the 80's
- 1998 - Hey You: The Essential Collection 1988–1990
- 2001 - Birth of a Star
- 2002 - Rough Guide to Youssou N'Dour & Etoile de Dakar
- 2004 - 7 Seconds: The Best of Youssou N'Dour (Remastered)

### Dvd
- 2005 - Live at Montreux 1989
- 2005 - Bercy 2005